# Liste der geschützten Landschaftsbestandteile im Landkreis Vorpommern-Rügen
Die Liste der geschützten Landschaftsbestandteile im Landkreis Vorpommern-Rügen nennt die geschützten Landschaftsbestandteile im Landkreis Vorpommern-Rügen in Mecklenburg-Vorpommern.

## Liste
| Bild           | Nr.      | Bezeichnung                                                                                | Gemarkung                    | Position                                           | Beschreibung | Verordnung |
| -------------- | -------- | ------------------------------------------------------------------------------------------ | ---------------------------- | -------------------------------------------------- | --- | ---------- |
| weitere Bilder | NVP 006  | Stubbendorfer Apfelbaum und seine Umgebung                                                 | Dettmannsdorf                | 54° 5′ 16,4″ N , 12° 32′ 22,8″ O 54.08789 12.53966 | 0,24 ha. Ökologisch und kulturhistorisch besonders wertvolle Gehölzstruktur mit einem ca. 350 bis 450 Jahre alten Apfelbaum, einer ca. 120 Jahre alten Stieleiche sowie mehreren Ulmen einschließlich ihrer landwirtschaftlich nicht genutzten Umgebung. (Teilfläche im Landkreis Rostock.) | 2009       |
|                | NVP 007  | Naturwald am Borgsee bei Kavelsdorf                                                        | Kavelsdorf                   | 54° 7′ 36,2″ N, 12° 41′ 5,6″ O                     | 15,74 ha. Auf dem GLB soll sich nach einer Umwandlungsphase ein dem hohen Grundwasserstand der Recknitzniederung angepasster Laubwald ohne wirtschaftliche Nutzung entwickeln. | 2011       |
|                | NVP 008  | Teufelsbruch bei Willershusen                                                              | Süderholz                    | 54° 7′ 0″ N, 13° 12′ 54,3″ O                       | 6,33 ha. Das Waldstück soll sich zum Naturwald entwickeln und ohne Nutzung bleiben. Die ungestörte Waldentwicklung besitzt für den Artenreichtum im Wald einen besonderen Wert. Mit dem Nebeneinander verschiedener Entwicklungsstadien bis hin zu absterbenden Bäumen wird dabei wichtigen Zielen des Waldnaturschutzes entsprochen. Das Gebiet südlich des Ryck zeichnet sich durch Störungsarmut aus und ist nicht durch Wege erschlossen. | 2011       |
|                | NVP 009  | Naturwald Carlewitz                                                                        | Carlewitz                    | 54° 12′ 56,7″ N, 12° 31′ 29,5″ O                   | 4,5 ha. Auf der zur Sicherung einer Ausgleichsfläche ausgewiesenen Fläche des GLB wurden Gehölzpflanzungen vorgenommen. Der besondere Schutz gilt dem Laubwald, der sich auf dem genannten Flurstück ungestört und natürlich entwickeln soll. Die südexponierte Lage in Verbindung mit dem hohen Eichenanteil, sichert einen in unserer Region seltenen Lebensraum. Auf Grund ihrer räumlichen Lage, der Größe und der Naturausstattung kommt der Fläche darüber hinaus eine besondere Bedeutung für den Biotopverbund zu. | 2011       |
|                | NVP 010  | Klosterbach südlich von Petersdorf                                                         | Ribnitz-Damgarten            | 54° 13′ 4,7″ N, 12° 24′ 26″ O                      | 33,4 ha. Auf der zur Sicherung einer Ausgleichsfläche ausgewiesenen Fläche des GLB wurden umfassende Veränderungen des Bachlaufs sowie Gehölzpflanzungen und andere Maßnahmen vorgenommen. Besonderen Wert wird auf die eigendynamische und unbeeinflusste Entwicklung des Baches gelegt. Diesem Ziel dient auch die sehr vielgestaltige und breite Gestaltung des Umfelds, wodurch der Bach auch bei erheblichen Laufänderungen keine angrenzenden Nutzflächen beeinträchtigen kann. Auf Grund seiner räumlichen Lage, der Größe und der Naturausstattung kommt dem Klosterbach und seinem Umfeld eine besondere Bedeutung für den Biotopverbund zu. Der Klosterbach und sein Umfeld sowie die Gehölzflächen innerhalb der Grenzen des GLB sind, soweit für einzelne Bereiche keine speziellen Pflegemaßnahmen festgelegt sind, der ungestörten natürlichen Entwicklung ohne wirtschaftliche Nutzung zu überlassen. | 2011       |
|                | NVP 011a | Naturwald Abtshagen                                                                        | Wittenhagen                  | 54° 10′ 26″ N, 12° 59′ 25,6″ O                     | 16,02 ha, zwei Teilflächen, zur Sicherung einer Ausgleichsfläche ausgewiesen. Auf der nördlich gelegenen Fläche soll sich nach einer Initialbepflanzung auf einer Teilfläche der Waldbestand ohne menschliche Eingriffe und ohne Nutzung entwickeln. Im Südteil soll sich der vorhandene Laubwaldbestand ebenfalls natürlich entwickeln und keiner wirtschaftlichen Nutzung unterliegen. | 2011       |
|                | NVP 011b | Naturwald Abtshagen                                                                        | Wittenhagen                  | 54° 15′ 10,2″ N, 12° 54′ 50,9″ O                   | 16,02 ha, zwei Teilflächen, zur Sicherung einer Ausgleichsfläche ausgewiesen. Auf der nördlich gelegenen Fläche soll sich nach einer Initialbepflanzung auf einer Teilfläche der Waldbestand ohne menschliche Eingriffe und ohne Nutzung entwickeln. Im Südteil soll sich der vorhandene Laubwaldbestand ebenfalls natürlich entwickeln und keiner wirtschaftlichen Nutzung unterliegen. | 2011       |
|                | NVP 012  | Muukser See                                                                                | Prohn                        | 54° 22′ 18,8″ N, 12° 59′ 34,4″ O                   | 10,3 ha. Ausgleichsfläche, auf der durch Anstau die Wasserfläche des Muukser Sees in Teilen wiederhergestellt wurde. Die ruhige Lage und die vielfältigen amphibischen Lebensräume sichern einen hohen Naturschutzwert der Fläche. Auf Grund ihrer räumlichen Lage, der Größe und der Naturausstattung kommt dieser Fläche darüber hinaus eine besondere Bedeutung für den Biotopverbund zu. Die Fläche ist der ungestörten natürlichen Entwicklung zu überlassen. | 2011       |
|                | NVP 013  | Feldgehölz südlich von Dudendorf                                                           | Dudendorf                    | 54° 4′ 38,3″ N, 12° 35′ 10,8″ O                    | 1,3 ha. Ausgleichsfläche, auf der Gehölzpflanzungen vorgenommen wurden. Die Gehölzpflanzungen auf der Fläche sollen sich ungestört und natürlich entwickeln können. Eine Nutzung ist deshalb ausgeschlossen. Mit der Initialbepflanzung entsprechend der Planung wurde gleichzeitig die Voraussetzung dafür geschaffen, dass durch das Nebeneinander verschiedener Sukzessionsstadien ein Höchstmaß an biologischer Vielfalt auf kleinem Raum bestehen kann. Auf Grund ihrer räumlichen Lage, der Größe und der Naturausstattung kommt der Fläche eine besondere Bedeutung für den Biotopverbund zu. | 2011       |
|                | NVP 014  | Kiesgrube Hohenbarnekow Feld II                                                            | Gremersdorf-Buchholz         | 54° 8′ 56,3″ N, 12° 54′ 0,9″ O                     | 9,8 ha. Ausgleichsfläche für den Kiestagebau Hohenbarnekow Feld II. Die Lage und die vielfältigen amphibischen Lebensräume sichern einen hohen Naturschutzwert der Fläche. Eine hohe naturschutzfachliche Bedeutung kommt der Fläche auch als warmer Trockenstandort zu, der einer spezialisierten Tier- und Pflanzenwelt Lebensraum bietet. Auf Grund ihrer räumlichen Lage, der Größe und der Naturausstattung kommt dieser Fläche darüber hinaus eine besondere Bedeutung für den Biotopverbund zu. Die Fläche ist in ihrer Gesamtheit der ungestörten und natürlichen Entwicklung zu überlassen. | 2011       |
|                | NVP 015  | Kleingewässer bei Zarrendorf                                                               | Zarrendorf                   | 54° 14′ 0″ N, 13° 4′ 21,2″ O                       | 2,4 ha. Ausgleichsfläche. Auf der Fläche wurden 4 Kleingewässer angelegt sowie Heckenpflanzungen vorgenommen. Die Fläche soll sich ungestört entwickeln. Eine Pflege in Form einer Mahd ist im Einzelfall und bei Bedarf möglich. Eine wirtschaftliche Nutzung ist nicht zulässig. Auf Grund ihrer räumlichen Lage, der Größe und der Naturausstattung kommt der Fläche eine besondere Bedeutung für den Biotopverbund zu. | 2011       |
|                | NVP 015  | Kleingewässer bei Zarrendorf                                                               | Zarrendorf                   | 54° 13′ 57,2″ N, 13° 4′ 15,5″ O                    | 2,4 ha. Ausgleichsfläche. Auf der Fläche wurden 4 Kleingewässer angelegt sowie Heckenpflanzungen vorgenommen. Die Fläche soll sich ungestört entwickeln. Eine Pflege in Form einer Mahd ist im Einzelfall und bei Bedarf möglich. Eine wirtschaftliche Nutzung ist nicht zulässig. Auf Grund ihrer räumlichen Lage, der Größe und der Naturausstattung kommt der Fläche eine besondere Bedeutung für den Biotopverbund zu. | 2011       |
|                | NVP 016  | Bartheniederung nördlich von Endingen                                                      | Jakobsdorf                   | 54° 15′ 10,2″ N, 12° 54′ 50,9″ O                   | 82,34 ha. Ausgleichsfläche, auf der umfassende Veränderungen der Grünlandbewirtschaftung sowie Gehölzpflanzungen und andere Maßnahmen vorgenommen wurden. Besonderen Wert wird auf eine Bewirtschaftung gelegt, die den Lebensraumansprüchen des Wachtelkönigs entgegenkommt. Gleichzeitig bieten die Flächen Lebensraum für viele andere Arten des Offenlandes. Diesem Ziel dient die unterschiedliche Gestaltung und Beweidung/Mahd der Flächen nach einem ausgearbeiteten Plan. Heckenpflanzungen trennen die Flächen von intensiveren Nutzungen. Die Fläche ist nicht durch Wege zerschnitten. Auf Grund ihrer räumlichen Lage, der Größe und der Naturausstattung kommt der Fläche eine besondere Bedeutung für den Biotopverbund zu. Durch diese Funktion werden gleichfalls wichtige Zielstellungen für das Europäische ökologische Netz „Natura 2000“ erfüllt. | 2011       |
|                | NVP 017  | Wald und Wiesen bei Gut Glück                                                              | Barth                        | 54° 22′ 7,8″ N, 12° 39′ 52,5″ O                    | 7,1 ha. Ausgleichsfläche für verschiedene Bauvorhaben der Stadt Barth. Die ruhige Lage und die Vielfalt der Lebensräume sichern einen hohen Naturschutzwert der Fläche. Die entsprechend der Planung für die Fläche vorgesehenen Sukzessionsflächen mit Initialbepflanzung sollen sich zu einem nutzungsfreien Naturwald entwickeln. Mit der extensiven Mahd der Wiesenflächen und der Anlage eines Kleingewässers werden weitere Lebensräume, die eine große Bedeutung haben, entwickelt. Auf Grund ihrer räumlichen Lage, der Größe und der Naturausstattung kommt der Fläche darüber hinaus eine besondere Bedeutung für den Biotopverbund zu. | 2011       |
|                | NVP 018  | Naturwald am Bakelberg                                                                     | Ahrenshoop                   | 54° 21′ 40,6″ N, 12° 23′ 56,9″ O                   | 6,3 ha., zwei Teilflächen. Ausgleichsfläche, auf der Gehölzpflanzungen vorgenommen wurden. Die Gehölzpflanzungen auf der Fläche sollen sich ungestört und natürlich entwickeln können. Eine Nutzung ist deshalb ausgeschlossen. Mit der Initialbepflanzung wurde gleichzeitig die Voraussetzung dafür geschaffen, dass durch das Nebeneinander verschiedener Sukzessionsstadien ein Höchstmaß an biologischer Vielfalt auf kleinem Raum entstehen kann. Auf dem waldarmen Fischland ist die angestrebte freie Entwicklung zum Naturwald von besonderer Wichtigkeit. Auf Grund ihrer räumlichen Lage, der Größe und der Naturausstattung kommt der Fläche eine besondere Bedeutung für den Biotopverbund zu. | 2011       |
|                | NVP 018  | Naturwald am Bakelberg                                                                     | Ahrenshoop                   | 54° 21′ 45,6″ N, 12° 23′ 57,3″ O                   | 6,3 ha., zwei Teilflächen. Ausgleichsfläche, auf der Gehölzpflanzungen vorgenommen wurden. Die Gehölzpflanzungen auf der Fläche sollen sich ungestört und natürlich entwickeln können. Eine Nutzung ist deshalb ausgeschlossen. Mit der Initialbepflanzung wurde gleichzeitig die Voraussetzung dafür geschaffen, dass durch das Nebeneinander verschiedener Sukzessionsstadien ein Höchstmaß an biologischer Vielfalt auf kleinem Raum entstehen kann. Auf dem waldarmen Fischland ist die angestrebte freie Entwicklung zum Naturwald von besonderer Wichtigkeit. Auf Grund ihrer räumlichen Lage, der Größe und der Naturausstattung kommt der Fläche eine besondere Bedeutung für den Biotopverbund zu. | 2011       |
|                | VR 001   | Naturwald bei Grellenberg                                                                  | Grimmen                      | 54° 6′ 42,2″ N, 12° 59′ 37,2″ O                    | 0,6 ha. Es handelt sich um eine Fläche mit einer südexponierten Lage am Waldrand. Die Fläche soll sich dauerhaft ungestört entwickeln und ist der ungestörten natürlichen Entwicklung zu überlassen. Ausgleichsfläche für Zwecke des Naturschutzes und der Landschaftspflege. | 2012       |
|                | VR 002   | Feuchtgebiet bei Daskow                                                                    | Dettmannsdorf                | 54° 14′ 27,3″ N, 12° 33′ 25,8″ O                   | 1,67 ha. Ausgleichsfläche für Zwecke des Naturschutzes und der Landschaftspflege. Die Größe, Lage und der amphibische Lebensraum sichern einen hohen Naturschutzwert der Fläche. Die Fläche soll der ungestörten natürlichen Entwicklung überlassen werden. | 2012       |
|                | VR 003   | Naturwald bei Prusdorf                                                                     | Ribnitz-Damgarten            | 54° 12′ 50,7″ N, 12° 33′ 34,6″ O                   | 5,32 ha. Ausgleichsfläche für Zwecke des Naturschutzes und der Landschaftspflege. Die Fläche ist dauerhaft der ungestörten natürlichen Entwicklung zu überlassen. | 2012       |
|                | VR 004   | Naturwaldparzelle Barth-Tannenheim                                                         | Barth                        | 54° 21′ 54,3″ N, 12° 41′ 1,8″ O                    | 6,25 ha. Ausgleichsfläche für verschiedene Eingriffsvorhaben im Landkreis Vorpommern-Rügen (Ökokonto). Auf der geschützten Fläche ist ein arten- und strukturreicher Waldbestand vorhanden. Zielstellung ist die dauerhafte und ungestörte natürliche Entwicklung der Waldbestände, die langfristig als Alt- und Totholzbestände zahlreichen seltenen und gefährdeten Pflanzen- und Tierarten als Lebensraum dienen können. Auf Grund ihrer räumlichen Lage, der Größe und der Naturausstattung kommt der Fläche darüber hinaus eine besondere Bedeutung für den Biotopverbund zu. | 2014       |
|                | VR 005   | Streuobstwiese bei Bartelshagen I                                                          | Bartelshagen I b. Ribnitz-D. | 54° 11′ 12,4″ N, 12° 25′ 31,3″ O                   | 4,72 ha. Ausgleichsfläche im Rahmen des Bodenordnungsverfahrens Bartelshagen 1. Zielstellung ist die Etablierung eines naturnahen und strukturreichen Wiesenbereiches u. a. durch extensive Mähnutzung größerer Teilflächen, zur Schaffung von vielfältigen Lebensräumen insbesondere für Wiesenvögel, Reptilien, Amphibien und Insekten. Die ruhige Lage, die unmittelbare Nähe zum renaturierten Klosterbach und die Vielfalt der Lebensräume und Strukturen (hochstämmige alte Obstbäume, heimische Baum- und Straucharten, Sukzessionsflächen und extensive Mähwiesen mit differenziertem Mahdregime) sichern einen hohen Naturschutzwert der Fläche. Auf Grund ihrer räumlichen Lage, der Größe und der Naturausstattung kommt der Fläche darüber hinaus eine besondere Bedeutung für den Biotopverbund zu. | 2014       |
|                | VR 006   | Sukzessionsfläche im alten Dorf bei Ahrenshagen                                            | Ahrenshagen-Daskow           | 54° 14′ 38,1″ N, 12° 35′ 17,9″ O                   | 4,93 ha. Ausgleichsfläche für verschiedene Eingriffsvorhaben im Landkreis Vorpommern-Rügen (Ökokonto). Nach Abriss der ehemaligen alten Stallanlagen und Profilierung des Geländes sowie einer partiellen Bepflanzung mit heimischen Bäumen und Sträuchern werden die Flächen dauerhaft der ungestörten natürlichen Entwicklung (freie Sukzession) überlassen. Zielstellung ist die Etablierung eines naturnahen und strukturreichen Gehölzbestandes aus Sträuchern und Bäumen standortheimischer Arten sowie von Freiflächen mit Hochstauden und eines kleineren Feuchtgebietes zur Schaffung von vielfältigen Lebensräumen insbesondere für Vögel, Reptilien, Amphibien und Insekten. Die ruhige Lage, die Vielfalt der Lebensräume und Strukturen sowie die dauerhaft ungestörte natürliche Entwicklung bewirken einen hohen Naturschutzwert der Fläche. Auf Grund ihrer räumlichen Lage, der Größe und der Naturausstattung kommt der Fläche darüber hinaus eine besondere Bedeutung für den Biotopverbund zu. | 2014       |
|                | VR 007   | Mähwiesen und Sukzessionsfläche östlich von Gruel                                          | Ahrenshagen-Daskow           | 54° 11′ 44,6″ N, 12° 35′ 9,2″ O                    | 16,72 ha. Ausgleichsfläche für verschiedene Eingriffsvorhaben im Landkreis Vorpommern-Rügen (Ökokonto). Zielstellung ist die Etablierung eines naturnahen und strukturreichen Wiesenbereiches u. a. durch extensive Mähnutzung größerer Teilflächen, naturnaher und strukturreicher Gehölzbestände aus Sträuchern und Bäumen standortheimischer Arten sowie von Freiflächen mit Hochstauden und eines kleineren Feuchtgebietes zur Schaffung von vielfältigen Lebensräumen insbesondere für Vögel, Reptilien, Amphibien und Insekten. Die ruhige Lage, die unmittelbare Nähe zum Tribohmer Bachtal und zum Recknitztal und die Vielfalt der Lebensräume und Strukturen (heimische Baum- und Straucharten, Sukzessionsflächen, Feuchtbereiche und extensive Mähwiesen mit differenziertem Mahdregime) sichern einen hohen Naturschutzwert der Fläche. Auf Grund ihrer räumlichen Lage, der Größe und der Naturausstattung kommt der Fläche darüber hinaus eine besondere Bedeutung für den Biotopverbund zu. | 2014       |
|                | VR 008   | Trocken- und Magerrasen am Waschenberg südlich von Ribnitz-Damgarten                       | Ribnitz-Damgarten            | 54° 13′ 27″ N, 12° 25′ 14,4″ O                     | 2 ha. Ausgleichsfläche für verschiedene Eingriffsvorhaben im Gebiet der Stadt Ribnitz-Damgarten (Ökokonto). Zielstellung ist die Etablierung eines naturnahen und strukturreichen Wiesenbereiches u. a. durch eine differenzierte extensive Mähnutzung und Beweidung größerer Teilflächen zur Schaffung von vielfältigen Lebensräumen insbesondere für Wiesenvögel, Reptilien und Insekten sowie Pflanzen der Trocken- und Magerrasen. Die ruhige Lage, die unmittelbare Nähe zum renaturierten Klosterbach und die Vielfalt der Lebensräume und Strukturen (Gehölzbestände, Sukzessionsflächen sowie extensive Mähwiesen und Weideflächen) sichern einen hohen Naturschutzwert der Flächen. Auf Grund ihrer räumlichen Lage, der Größe und der Naturausstattung kommt der Fläche darüber hinaus eine besondere Bedeutung für den Biotopverbund zu. | 2015       |
|                | VR 009   | Naturwald Langenhanshäger Holz                                                             | Trinwillershagen             | 54° 15′ 45,3″ N, 12° 40′ 14,8″ O                   | 66,12 ha. Auf den geschützten Flächen ist ein arten- und strukturreicher Waldbestand vorhanden. Dabei wachsen in feuchteren Bereichen vor allem Schwarzerlen, Eschen, Birken und Zitterpappeln, während auf den höher gelegenen Flächen hauptsächlich Buchen, Eschen und auch einzelne stärkere Eichen den Baumbestand bilden. Auf rund 20 ha der Fläche sind die Bäume über 90 Jahre alt. Ziel ist die dauerhafte und ungestörte natürliche Entwicklung der Waldbestände, die langfristig als Alt- und Totholzbestände zahlreichen seltenen und gefährdeten Pflanzen- und Tierarten als Lebensraum dienen können. Auf Grund ihrer räumlichen Lage, der Größe und der Naturausstattung kommt der Fläche darüber hinaus eine besondere Bedeutung für den Biotopverbund zu. | 2015       |
|                | VR 010   | Sukzessionsflächen bei Rönkendorf                                                          | Rönkendorf                   | 54° 8′ 7,8″ N, 12° 45′ 17,1″ O                     | 3 ha. Ausgleichsmaßnahmen für den Bau der unmittelbar angrenzenden Photovoltaikfreiflächenanlage auf der geschlossenen Deponie Rönkendorf. Auf den geschützten Flächen wurden punktuell Initialbepflanzungen mit heimischen Gehölzen (Schlehe, Weißdorn, Hundsrose, Stieleiche) vorgenommen. Weiterhin wurde ein größerer Lesesteinhaufen als potenzielles Habitat für Reptilien und Kleinsäuger angelegt. Nach dem Abriss des noch bestehenden Gebäudes und Auffüllung der Flächen mit sandig-lehmigen, nährstoffarmen Rohböden wird sich die Habitatfläche entsprechend vergrößern und soll dann weiteren Arten (z. B. Insekten) als Lebensraum dienen. Zielstellung ist die dauerhafte und ungestörte natürliche Entwicklung der Flächen, die langfristig zahlreichen Pflanzen- und Tierarten als Lebensraum dienen können. Bei Bedarf können weitere Habitatelemente angelegt werden. Die im nördlichen Bereich vorhandene, von Pappeln dominierte Feldhecke soll durch Umbau mittelfristig in eine artenreiche Feldhecke mit heimischen Straucharten überführt werden. Auf Grund ihrer räumlichen Lage, der Größe und der Naturausstattung kommt der Fläche darüber hinaus eine besondere Bedeutung für den Biotopverbund zu. | 2015       |
|                | VR 011   | Kleingewässer und Bachlauf mit Gewässerrandstreifen auf Wiesenflächen im Behrenshäger Holz | Ahrenshagen-Daskow           | 54° 16′ 52,1″ N, 12° 33′ 53,6″ O                   | 3,97 ha. Bei den Flächen handelt es sich um insgesamt 4 Kleingewässer einschließlich der angrenzenden Uferzonen mit einer Fläche von insgesamt 11.840 m² sowie um einen im Jahr 2013 renaturierten Bachlauf einschließlich angrenzender Uferzonen mit einer Fläche von insgesamt 27.894 m². Die Gewässer einschließlich der Uferzonen sind Kompensationsmaßnahmen für verschiedene Eingriffsvorhaben im Sinne des Naturschutzrechtes. Zielstellung ist die Erhaltung weitgehend ungestörter Gewässerlebensräume und ihrer Uferzonen zur Schaffung von vielfältigen Lebensräumen für aquatische Organismen. Die Kleingewässer und die angrenzenden Uferzonen sollen sich völlig ungestört entwickeln (freie Sukzession). Gleiches gilt für die im Rahmen der Renaturierung gepflanzten und alle natürlich aufkommenden Gehölze am Bachlauf. Die an den Bach nördlich und südlich unmittelbar angrenzenden Wiesenbereiche innerhalb des Schutzgebietes sollen in einem zweijährigen Rhythmus wechselseitig gemäht werden. Die ruhige Lage in einem von extensiven Mähwiesen und Wald umgebenen Gebiet und die Vielfalt der Lebensräume und Strukturen (Still- und Fließgewässer, Gehölzbestände, Sukzessionsflächen sowie extensive Mähwiesen) sichern einen hohen Naturschutzwert der Flächen. Auf Grund ihrer räumlichen Lage, der Größe und der Naturausstattung kommt der Fläche darüber hinaus eine besondere Bedeutung für den Biotopverbund zu. | 2015       |
|                | VR 012   | Ausgleichsfläche bei Jahnkendorf                                                           | Marlow                       | 54° 11′ 37,5″ N, 12° 32′ 50,9″ O                   | 2,6 ha. Ausgleichsmaßnahme für den Abbau von Kiessand in den 1990er Jahren an gleicher Stelle. Vorrangiges Ziel ist die Etablierung eines vielfältigen, blütenreichen Wiesenbiotopes durch extensive Mähnutzung als einschürige Wiese mit einem späten Mahdtermin im September auf einem nährstoffarmen Standort. Damit sollen insbesondere Lebensräume für Wiesenvögel, Reptilien und Insekten sowie Pflanzen der Magerrasen geschaffen bzw. erhalten werden. Soweit eine Mahd der Wiese nicht mehr möglich ist, soll die Fläche dauerhaft der ungestörten natürlichen Entwicklung (freie Sukzession) überlassen werden. Auf Grund ihrer räumlichen Lage, insbesondere der unmittelbaren Nähe zum wertvollen Naturraum des Recknitztales, ihrer Größe und der strukturellen Vielfalt kommt der gesamten Fläche eine besondere Bedeutung für den Biotopverbund zu. | 2016       |